# Macaranga faiketo
Macaranga faiketo är en törelväxtart som beskrevs av Timothy Charles Whitmore. Macaranga faiketo ingår i släktet Macaranga och familjen törelväxter. Inga underarter finns listade i Catalogue of Life.